# Cratoplastis catherinae
Cratoplastis catherinae är en fjärilsart som beskrevs av Rothschild 1916. Cratoplastis catherinae ingår i släktet Cratoplastis och familjen björnspinnare. Inga underarter finns listade i Catalogue of Life.